# Hiperinflação na República Federal da Iugoslávia

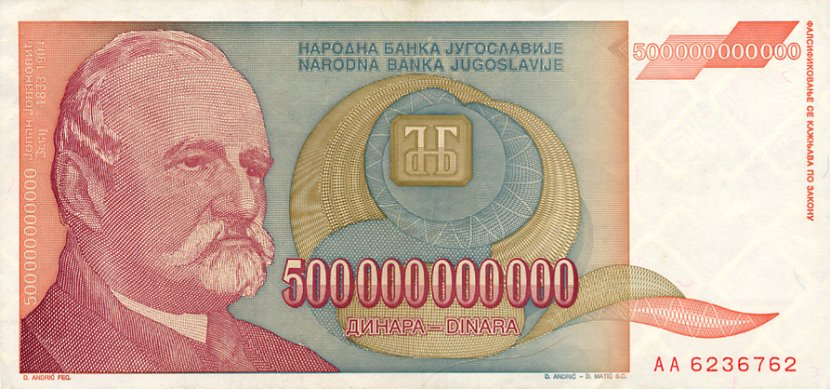
Uma nota de 500 bilhões de dinares, que foi a nota de maior denominação impressa na Iugoslávia.

Entre 1992 e 1994, a República Federal da Iugoslávia (RFI) viveu o segundo maior período de hiperinflação na história econômica mundial  depois do da Rússia na década de 1920, [a] causado por um crescimento explosivo na oferta monetária da economia jugoslava durante a Guerra Civil Iugoslava.  Esse período abrangeu 22 meses, de março de 1992 a janeiro de 1994. A inflação atingiu o pico mensal de 313 milhões por cento em janeiro de 1994.  A inflação diária foi de 62%, com uma taxa de inflação de 2,03% em 1 hora, sendo maior que a taxa de inflação anual de muitos países desenvolvidos. A taxa de inflação em janeiro de 1994, convertida em níveis anuais, atingiu 116.545.906.563.330 por cento (116,546 trilhões de por cento, ou 1,16 × 10 14 por cento). Durante este período de hiperinflação na RF da Iugoslávia, os preços nas lojas eram declarados em unidades condicionais — ponto, que era igual ao marco alemão. A conversão era feita em marcos alemães ou em dinares à taxa de câmbio atual do “mercado negro”, que frequentemente mudava várias vezes por dia. 

## Programa de estabilização
A hiperinflação na República Socialista Federativa da Iugoslávia foi administrada com um programa de estabilização heterodoxo. No início da República Federal da Iugoslávia (RFI), um programa ortodoxo foi aplicado. Ambas foram soluções relativamente bem-sucedidas no curto prazo, porém não foram bem-sucedidas no longo prazo, o que as levou ao colapso. 
Já no início de 1994, outro programa de estabilização, denominado Programa de Reconstrução Monetária e Recuperação Econômica (conhecido como "Programa Avramović"), estava em vigor. 

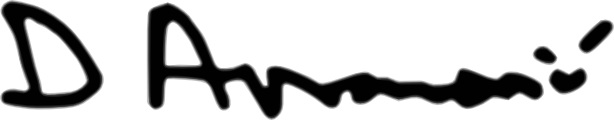
Assinatura de Dragoslav Avramovic

O professor do programa Dr. Dragoslav Avramović (Programa de Reconstrução Monetária e Recuperação Econômica) foi adotado no início de 1994 após uma hiperinflação recorde que a Iugoslávia havia experimentado anteriormente. Foi a Iugoslávia no período de 1992–1994. Registrou a terceira pior hiperinflação na história econômica mundial, tanto pela duração de 22 meses, quanto pelo nível mensal máximo de 313.563.558 por cento. Essa hiperinflação devastadora resultou em uma deterioração drástica de todos os indicadores econômicos importantes. 1993 viu um declínio no PIB de 30%, uma diminuição nos investimentos e na produção industrial de 37%, e o desemprego atingiu 24,1%. Ao mesmo tempo, houve um enorme déficit orçamentário em uma situação em que as receitas públicas estavam diminuindo rapidamente (o declínio na base tributária devido ao declínio da atividade econômica e — devido às sanções à República Federal da Iugoslávia — um aumento significativo na "economia cinzenta", razão pela qual grande parte do chamado produto social reduzido permaneceu inexplorado, etc.) e os gastos públicos aumentaram significativamente (devido ao aumento dos benefícios sociais devido à deterioração da situação econômica no país, apoio econômico e de guerra ao povo sérvio insurgente na Bósnia e na Croácia, o início das guerras de independência da Bósnia e da Croácia, assistência aos refugiados, etc). 
O déficit orçamentário foi amplamente financiado pela emissão primária, e essa monetização do déficit orçamentário foi a principal causa da hiperinflação. Assim, as principais medidas do programa de Avramović estavam relacionadas principalmente à esfera monetária e fiscal, e pode-se concluir que este era um programa de estabilização ortodoxo. O programa de estabilização deve, acima de tudo, realizar: 
1. quebrando a hiperinflação e devolvendo a função de dinheiro perdida ao dinar
2. para permitir um crescimento económico rápido e estável
3. um aumento significativo dos salários (drasticamente depreciados durante o período de hiperinflação) e a garantia da segurança mínima de todos os cidadãos
4. reforma essencial do sistema econômico, especialmente na esfera financeira, e aceleração do processo de transição, etc.

Ao mesmo tempo, era necessário criar condições para a abolição das sanções internacionais o mais rápido possível e para a abertura da economia ao exterior, sem as quais o Programa não pode ser plenamente implementado. Como se tornou claro que a abolição das sanções económicas internacionais não podia esperar, para se juntar à quebra da hiperinflação devastadora, decidiu-se começar a desenvolver e a implementar um programa de estabilização a ser realizado em duas fases. 
A primeira fase, de curto prazo, previa a reconstrução monetária e medidas antiinflacionárias destinadas a acabar com a hiperinflação. Era para ser realizado nos primeiros 6 meses com forças próprias, mesmo sob condições de sanções econômicas da comunidade internacional. A segunda fase, de longo prazo, previa reformas econômicas essenciais que (embora preservassem a estabilidade alcançada na primeira fase) levariam à recuperação econômica do país, o que garantiria um crescimento econômico estável de longo prazo com uma taxa de emprego ideal e o crescimento dos padrões dos cidadãos. Esta fase, como salientaram os autores do Programa, pressupunha a abolição das sanções econômicas e o fluxo de capital “fresco” necessário à sua realização. Como essa premissa não foi alcançada, essa segunda fase não teve chances de sucesso significativo, como ocorreu na primeira fase do Programa. Portanto, detalharemos apenas a primeira etapa do programa Avramović, pois a implementação da segunda fase não ocorreu, pois as sanções econômicas internacionais não foram abolidas nesse meio tempo. A primeira fase do Programa de Reconstrução Monetária foi realizada em condições de sanções económicas, sem ajuda ou quaisquer entradas de capital, com reservas cambiais iniciais de cerca de 300 milhões de marcos alemães. 
Pode-se dizer que, no âmbito do Programa de Reconstrução Monetária, as medidas básicas se concentraram na política monetária, nas reformas monetárias e na política fiscal. A vida no país após a implementação do programa de estabilização começou lentamente a retornar ao normal. No entanto, também é importante destacar que nestes dois anos, graças à questão do dinheiro cinza, segundo estimativas de economistas da época, foram comprados 4,7 bilhões de marcos alemães dos cidadãos. 
O Banco Nacional da Iugoslávia emitiu 33 notas durante o período de hiperinflação declarado, das quais 24 foram emitidas em 1993. A hiperinflação iugoslava durou 24 meses, um período mais longo do que a crise alemã após a Primeira Guerra Mundial, que durou 16 meses, a crise grega, que durou 13 meses,  e a crise húngara, que durou 12 meses. 